# Christoph Prégardien

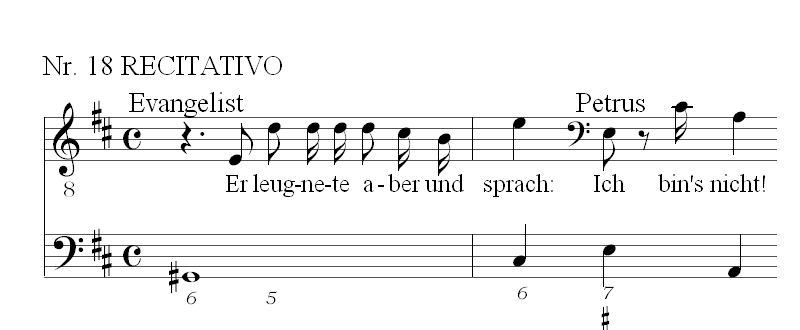
Estratto del recitativo del Evangelista di Bach Passione secondo Giovanni

Christoph Prégardien (Limburgo sulla Lahn, 18 gennaio 1956) è un tenore tedesco la cui carriera è strettamente associata alle opere di Mozart, così come le performance di Lied, ruoli di oratorio e musica barocca. Egli è ben noto per le sue performance e registrazioni dell'Evangelista, Passione secondo Giovanni e Passione secondo Matteo di Bach.

## Biografia
Nato a Limburgo sulla Lahn, Germania, ha iniziato la sua formazione musicale come corista della cattedrale, Limburger Domsingknaben. Ha poi studiato canto con Martin Gründler e Karlheinz Jarius a Francoforte presso la Hochschule für Musik, con Carla Castellani a Milano, con Alois Treml a Stoccarda, e ha frequentato la Hartmut Höll.
Il suo repertorio orchestrale e oratorio abbraccia una vasta gamma di generi: il barocco, il classico e il romantico. Riconosciuto anche come eminente interprete in recital individuali, si esibisce regolarmente nei più importanti luoghi di recital: Parigi, Londra, Bruxelles, Berlino, Colonia, Amsterdam, Salisburgo, Zurigo, Vienna, Barcellona e Ginevra, così come durante le sue tournée in tutta Italia, Giappone e Nord America. Collabora regolarmente con i partner di pianoforte Michael Gees e Andreas Staier.
Ha realizzato oltre 120 registrazioni, sulle principali etichette: BMG, EMI, Deutsche Grammophon, Philips, Sony, Erato e Teldec. Le sue registrazioni di Lied sono stati acclamati dal pubblico e dalla stampa, e ha ricevuto premi internazionali, tra cui il Orphée d'Or de l'Academie du Disque Lyrique, il Premio Edison, e altri. Ha preso parte al progetto di Ton Koopman e dell'Amsterdam Baroque Orchestra & Choir, per registrare opere vocali complete di Bach.
In opera, Prégardien ha fatto apparizioni teatrali nelle principali case europee, svolgendo ruoli principali come Tamino, Don Ottavio, Tito, il conte Almaviva, Fenton, e Ulisse di Monteverdi.
Prégardien è anche un educatore. Dal 2000 al 2005, è stato responsabile di una classe vocale, presso la Hochschule für Musik und Theater di Zurigo. Dall'autunno del 2004, è stato docente presso la Hochschule für Musik di Colonia. Tra i suoi allievi c'era Ulrich Cordes. Suo figlio, Julian Prégardien (1984), è anche lui un tenore.

## Registrazioni principali
- J.S. Bach: Johannes-Passion BWV 245 BWV 245, Philippe Herreweghe, Collegium Vocale Gent, Christoph Prégardien, Konrad Jarnot (Vox Christi), Camilla Tilling, Ingeborg Danz, Jan Kobow, Peter Kooy 2007